# Église Saints-Pierre-et-Paul de Saint-Séverin-en-Condroz
Pour les articles homonymes, voir Église Saints-Pierre-et-Paul.
L'église Saints-Pierre-et-Paul de Saint-Séverin-en-Condroz est une église romane du XIIe siècle située à Saint-Séverin-en-Condroz en Belgique. Anciennement église d'un prieuré qui dépendait de l'abbaye de Cluny, elle est le seul témoin du style architectural clunisien en Belgique. L'église est aujourd'hui église paroissiale du village. Elle est classée au Patrimoine majeur de  Wallonie. 

L'ouvrage Le Patrimoine majeur de Wallonie écrit :
«  L'édifice est construit en moellons de grès jaunes, de la famille des psammites du Condroz. Ici cette pierre est communément appelée pierre d'avoine pour sa couleur (...) L'église est organisée suivant le plan bénédictin typique: un plan en croix latine composée d'une nef avec deux collatéraux. Elle est interrompue par un transept quelque peu saillant de même largeur que la nef principale, lui-même fermé par un chœur profond. L'abside de ce dernier se détache en étagement par rapport aux deux chapelles orientées sur les bras du transept qui le flanquent, fermées elles aussi par une abside. »
L'église est caractérisée par un subtil et cohérent étagement des volumes dont se dégage une forte harmonie que le percement des baies et les éléments du décor viennent encore raffermir. On a pu dire aussi qu'elle réalise une synthèse typiquement wallonne ou mosane entre les  styles bourguignon et roman.
L'église recèle encore un autre trésor : les fonts baptismaux en pierre calcaire qui reposent sur un socle de type polypédiculé et dont cette église possède le plus bel exemplaire de la région, exemplaire probablement contemporain de la construction de l'édifice.

## Photos

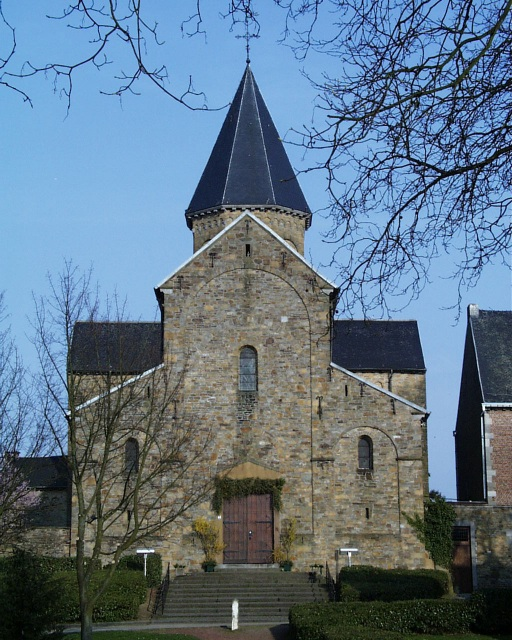
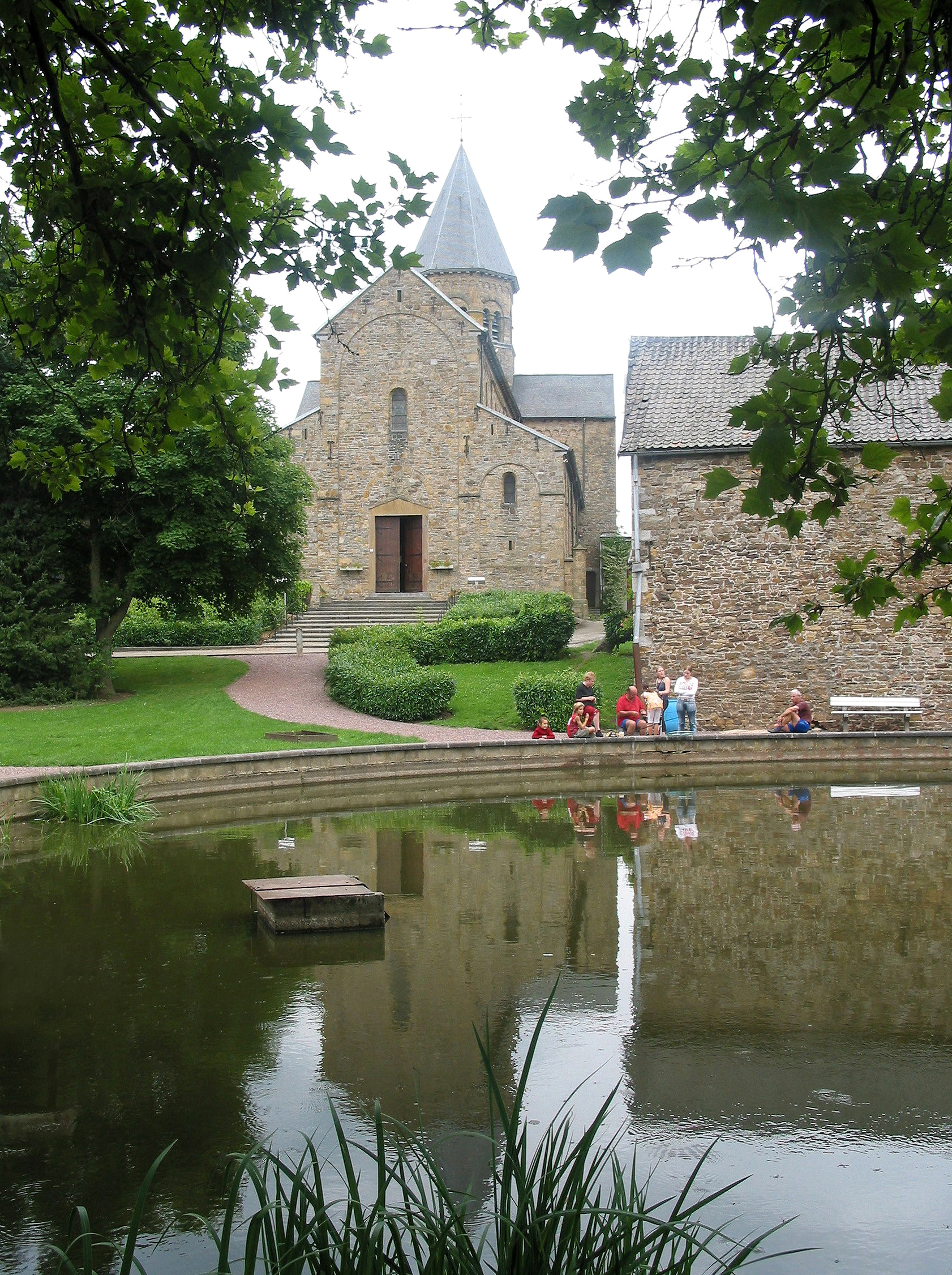
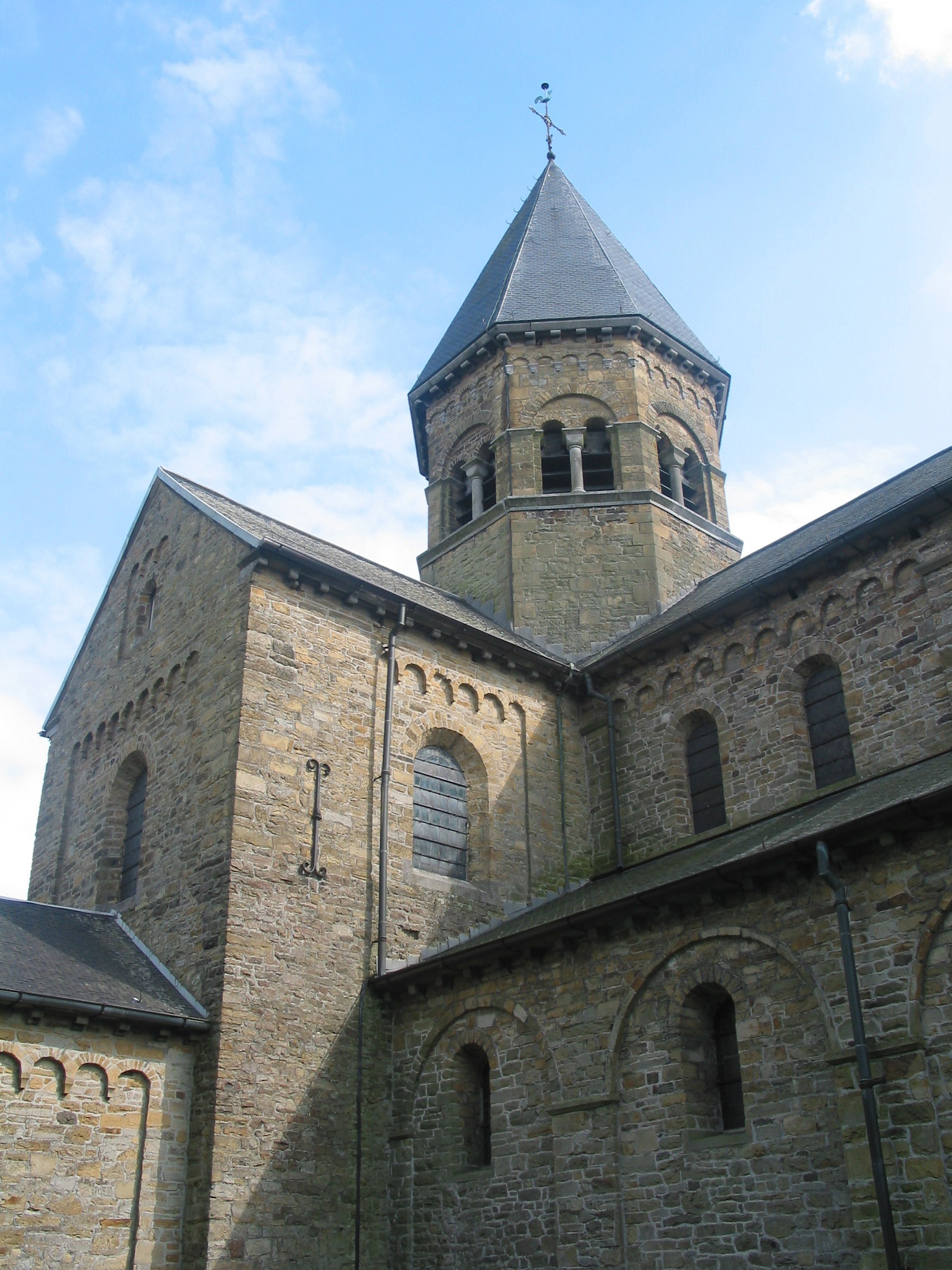
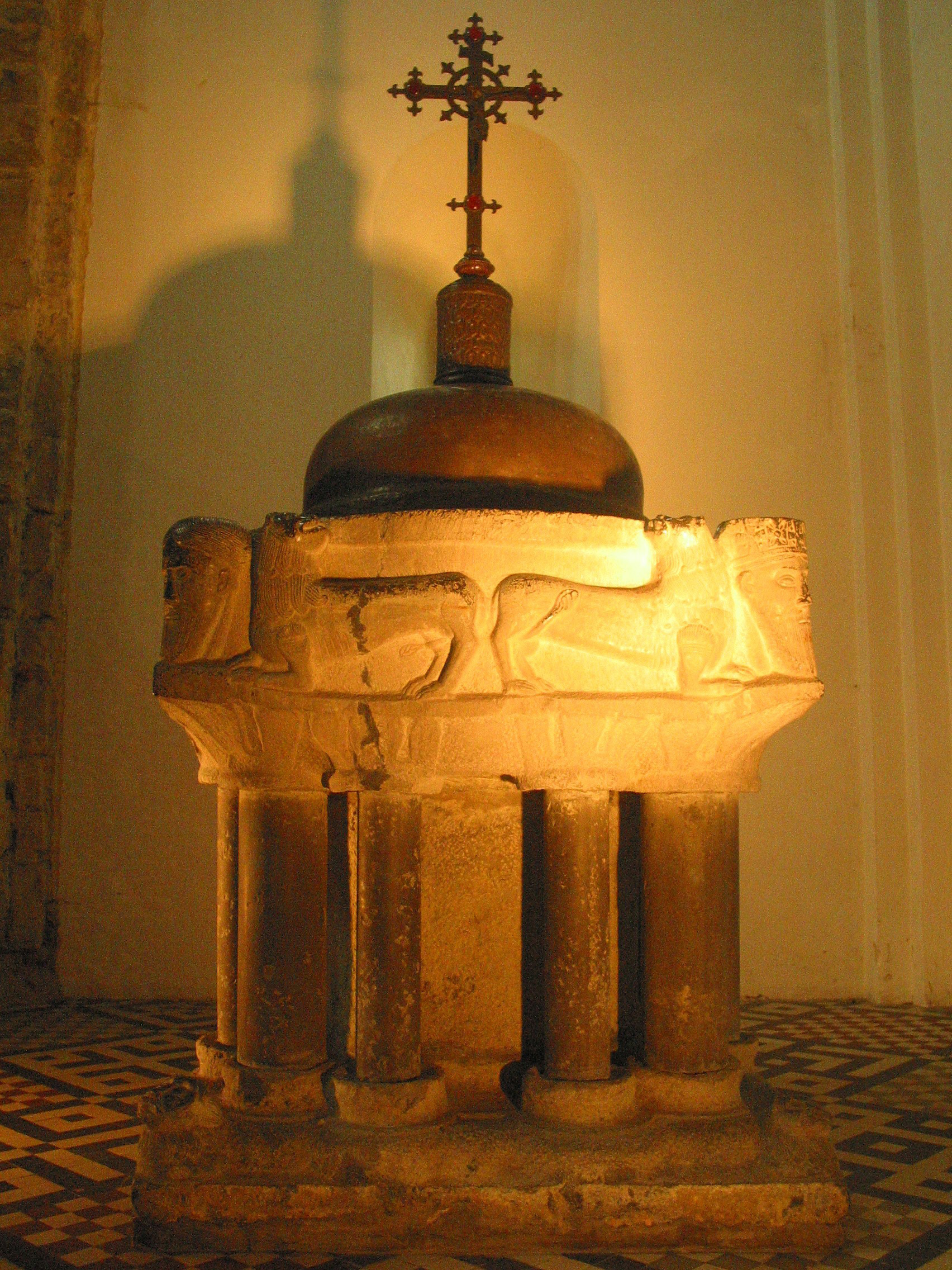